# 2号州际公路
2号州际公路（英語：Interstate 2）是一条东西方向的州际公路。该公路连接了德克萨斯州佩尼塔斯和哈灵根，全长75.3公里。